# 佐治城醫院
佐治城醫院（英語：Georgetown Hospital）是加拿大安大略省荷頓山佐治城的一所社區醫院，附屬於荷頓醫療中心。
該院佔地17英畝（6.9公頃），於1961年啟用，服務於荷頓區居民，今亦為皮爾區提供服務。

## 科室
- 內科及外科服務
  - 外科、婦科、骨科、耳鼻喉科、泌尿科[2]
  - 長期護理
- 支援房屋（英语：Supportive housing）（護養服務）
- 急症室（全天候運營，每年接診逾35,000名患者）

## 外部連結
- Halton Health Care Services （页面存档备份，存于）